# 西源乡
西源乡，是中华人民共和国江西省九江市都昌县下辖的一个乡镇级行政单位。

## 行政区划
西源乡下辖以下地区：
福缘社区、茅堑村、西源村、沙塘村、长溪村、茭塘村、茅蓬村、中塘村、源垅村、塘口村、东湖村和南邹村。